# Pontus Kjerrman
Bengt Pontus Kjerrman (født 10. marts 1954 i Göteborg) er en dansk-svensk billedhugger, maler og lektor ved Det Kongelige Danske Kunstakademi.
Han flyttede til København i 1979 og begyndte på Kunstakademiet i København samme år.
Han var i stukkatørlære fra 1981 til 1984, hvorefter han i 1986 ansattes som lektor i gipsstøbning på Kunstakademiets Billedkunstskoler.
Pontus Kjerrman har som billedhugger udført en række udsmykninger, bl.a. vandkunst til Køge stationsplads og drikkevandsfontæner på Køge gågade, vandkunst på Vejle gågade og skulpturinstallation over for Frederiksbergcentret.
Han er en del af ledergruppen for Kunstnersammenslutningen Corner, der årligt udstiller på Sophienholm.